# 空海 (小惑星)
空海（くうかい、6866 Kukai）は小惑星帯にある小惑星。大友哲が山梨県高根町（現北杜市）の清里大友天文台で発見した。
真言宗の開祖、弘法大師空海にちなんで名付けられた。